# Conscious Consumer
Conscious Consumer è il secondo e ultimo album in studio del gruppo punk inglese X-Ray Spex, pubblicato nel 1995 da Receiver Records. È il frutto di una temporanea riunione del complesso, con i componenti originali Poly Styrene, Lora Logic e Paul Dean, che si scioglierà poco dopo la pubblicazione del disco. In vari casi l'album è stato criticato e descritto come fiacco o di non eccelsa levatura.

## Tracce
- Tutte le tracce scritte da Poly Styrene, eccetto dove indicato.

1. Cigarettes - 2:53
2. Junk Food Junkie - 3:26
3. Crystal Clear - 4:31
4. India - 3:21
5. Dog in Sweden (Styrene/Hartnett) - 3:14
6. Hi Chaperone - 2:58
7. Good Time Girl - 2:59
8. Melancholy - 3:53
9. Sophia - 2:49
10. Peace Meal - 2:30
11. Prayer for Peace - 3:58
12. Party - 2:48

## Formazione
- Poly Styrene - voce
- Red Spectre - chitarra
- Lora Logic - sassofono
- Paul Dean - basso
- Pauli OhAirt - batteria
- Peter-Paul Hartnett - seconda voce[3]